# Etbin Henrik Costa
Etbin Henrik Costa, slovenski bibliograf, pravnik in politik, * 18. oktober 1832, Novo mesto, † 28. januar 1875, Ljubljana. 
Mama Josipina (rojena Poll) je umrla, ko je bilo Etbinu komaj 10 let, tako da ju je s sestro Kornelijo vzgajal oče sam. Njegov oče je bil zgodovinar, topograf in publicist Henrik Costa (1799–1871).
Etbin Henrik Costa je bil ljubljanski župan med letoma 1864 in 1869. 

## Šolanje
Do leta 1845, ko je začel obiskovati ljubljansko gimnazijo, so Etbina poučevali doma. Gimnazijo je zaključil julija 1850. Jeseni istega leta se je preselil v Gradec, kjer je na tamkajšnji univerzi študiral pravo in filozofijo. Leta 1853 je naredil doktorat iz filozofije, leta 1855 pa še doktorat iz prava.

## Delo
Ko se je Etbin po končanem šolanju vrnil v Ljubljano, je, poleg opravljanja advokature, pisal in objavljal članke o slovenski preteklosti v nemškem zgodovinskem glasilu Mitteilungen des Historischen Vereins für Krain. Kljub vzgoji v nemškem duhu je naklonjenost do slovenskih rojakov dokazal že leta 1859, ko je izšel zbornik o pesniku in duhovniku Valentinu Vodniku v dveh jezikih s slovenskim naslovom Vodnikov spomenik in z nemškim naslovom Vodnik-Album, za katerega je skoraj dve leti zbiral prispevke različnih avtorjev. Po predhodnem naročilu so ga natisnili v več kot 1000 izvodih, knjigo pa sestavlja čez 200 spisov 86 avtorjev. Pomemben je na koncu izražen namen dela, kjer je Etbin napisal, da je to delo izdano v spomin na Valentina Vodnika, kot prvaka slovenskega naroda in v njegovo čast. 
Na Etbinovo pobudo se je leta 1861 ustanovilo pravoznansko društvo, prav tako pa je bil tudi med soustanovitelji ljubljanske narodne čitalnice. Leta 1863 je izdal samostojno brošuro Postojnska jama in sicer v slovenskem in nemškem jeziku. Aprila istega leta so ga ljubljanski meščani izvolili za mestnega odbornika, v mesecu oktobru pa je postal načelnik telovadnega društva Južni sokol v Ljubljani. 
Leta 1864 so ustanovili Slovensko matico in izvolili Etbina za odbornika, v oktobru 1868 pa za predsednika, katerega delo je opravljal do svoje smrti. Costa je že leta 1857 opozarjal na potrebo po redni in popolni slovenski bibliografiji. Po izvolitvi na mesto predsednika Slovenske matice je v letu 1869 pridobil mesto urednika njenega glasila Letopisa. Po tem je začel sestavljati slovensko tekočo bibliografijo, ter jo tudi objavljati v Letopisu Matice slovenske. Njegov prvi popis je izšel leta 1869 z naslovom: Bibliografia slovenska ali slovensko knjigoznanstvo od začetka 1868. leta do konca meseca oktobra 1869. leta. 
V uvodu z besedami » je zrcalo slovstva in duševnega napredovanja vsakega naroda in nenadomestljiv vir povestnice literature in izobraženosti« prikaže pomembno vlogo nacionalne bibliografije. Costa si je prizadeval za popis vsega tiskanega v slovenskem jeziku od začetka leta 1868 dalje. V uvodnem besedilu je napisal tudi, da se je pri popisovanju držal določenih znanstvenih pravil in po teh popisal tudi manj važne knjige in brošure. Bil je namreč mnenja, da lahko take manjše stvari v kratkem času popolnoma izginejo in imajo ravno iz tega razloga še večjo zgodovinsko vrednost. Etbin je s prizadevanjem in marljivostjo opravljal to delo sam, brez opore v javni knjižnici. Glede na to, da je bil Costa predvsem pravnik in politik, njegovi pregledi niso bili popolni in v bibliografskem pogledu neoporečni, vendar pa je zaslužen za širjenje same zavesti o potrebi slovenske nacionalne bibliografije. Ker je Costa na začetku 2. polovice 19.stol. prvi uporabil naziv bibliografija ali knjigoznanstvo, lahko torej rečemo, da je začetnik bibliografije v slovenskem jeziku. 
Leta 1864 je kandidiral za poslanca v deželni zbor kot predstavnik za postojnsko, planinsko, senožeško, loško in bistriško občino, ter bil tudi izvoljen. Na tej funkciji je po večkratnih vmesnih ponovnih izvolitvah ostal do leta 1873.
V letu 1864 so ustanovili nemški časnik v Ljubljani, med ustanovitelji katerega je bil tudi Costa. Časnik naj bi v tujem jeziku zagovarjal domače potrebe in pravice. Pozneje se je ta časnik imenoval Triglav.
16. julija 1864 je Costa prisegel kot na novo izvoljeni ljubljanski župan. Spletna stran MOL navaja, da so ob njegovi izvolitvi »na ljubljanskem magistratu prvič izobesili slovensko narodno zastavo in županu v čast zapeli podoknico, ki jo je spesnil Fran Levstik.« Delo župana je opravljal vestno in dobro, meščani so bili z njim zadovoljni, tako da mu je celo bivši mehiški cesar aprila 1865 podelil viteški križ Gvadalupskega, decembra leta 1866 pa mu je še avstrijski cesar podelil viteški križ Franc-Jožefovega reda. Mestni odbor mu je po treh letih v vlogi župana, maja 1867, podelil status častnega meščana. Mestni odbor ga je po triletni dobi 12.junija 1867 ponovno izvolil za župana, izvolitvi pa je 3. julija sledila prisega. Konec tega meseca pa je prišlo do konfliktov med nemškimi Turnerji in slovenskim telovadnim društvom Sokol, katerega delovanje je vlada že naslednji dan prepovedala. Za te dogodke so Etbina okrivili njegovi nasprotniki, prišlo je celo do zaslišanja, na katerem pa mu krivda ni bila dokazana. Vseeno pa ga je deželni predsednik septembra 1876 začasno odstavil iz mesta župana. Njegovi nasprotniki so toliko časa vztrajali pri njegovi krivdi, dokler ni vlada 24. septembra razpustila mestnega odbora, s čimer pa je bilo konec tudi Costovega županovanja. 
V novembru 1868 je po priporočilu Janeza Bleiweisa kot predstavnik Kranjske kmetijske družbe le-to zastopal na shodu poljedelcev na Dunaju. Konec istega leta je bil izvoljen za podpredsednika v na novo ustanovljenem ljubljanskem katoliškem društvu. Aprila 1867 je postal član deželnega odbora, po novih šolskih postavah leta 1870 pa deželnega šolskega sveta za Kranjsko. V tem letu je bil izvoljen tudi za poslanca v državni zbor. V ljubljanskem deželnem zboru je govoril v prid ustanovitvi založbe za izdajanje slovenskih šolskih knjig.
Etbin Henrik Costa je po boju z rakom na želodcu ter bolezni jeter in srca umrl v Ljubljani, 28. januarja 1875, star komaj 42 let. To, da je bil Costa resnično izredno delaven in mučenik za narodno stvar, kot so ga imenovali, potrjuje tudi dejstvo, da se mu je v izkaz spoštovanja na dan njegovega pogreba v Ljubljani poleg uradnikov, županov in drugih veljakov, poklonilo nad 12.000 ljudi. Zaprte so bile prodajalne, iz hiš so plapolale črne zastave in ni žalovalo samo mesto, temveč vsa dežela.

## Objave, pomembna dela
- Vodnikov spomenik : s spisi od 86 pisateljev in štirimi na kamen tiskanimi dokladami. Ljubljana: I.v. Kleinmayr in F. Bamberg, 1859. (COBISS)
- Postojnska jama. Ljubljana: J. Giontini, 1863. (COBISS)
- Nekoliko besed o telovadstvu. Ljubljanskim Sokolovcem v spomin novega leta 1864. Ljubljana: J. Blaznik, 1864. (COBISS)

## Priznanja

### Nagrade in odlikovanja
- leta 1865 mu je nekdanji mehiški cesar podelil viteški križ Gvadelupskega,
- leta 1866 mu je avstrijski cesar podelil viteški križ Franc-Jožefovega reda,
- leta 1867 mu je ljubljanski mestni odbor podelil status častnega meščana Ljubljane.